# Storm (Marvel Comics)
 For alternative betydninger, se Storm (flertydig). (Se også artikler, som begynder med Storm)
Storm er en fiktiv karakter, som optræder i amerikanske tegneserier udgivet af Marvel Comics. Karakteren blev skabt af skribenten Len Wein og kunstneren Dave Cockrum, med hendes første optræden i Giant-Size X-Men #1 (Maj 1975). Hun nedstammer fra en lang linje af afrikanske hekse-prinsesser, og Storm er et medlem af de fiktive underarter af mennesker født med superhelte kræfter, også kendt som mutanter. Hun er i stand til at styre vejret og atmosfæren og er anset for at være en af de mest magtfulde mutanter på planeten. Født Ororo Munroe af en stammeprinsesse fra Kenya og en Afrikansk-Amerikansk fotograf far, opvoksede Storm i Harlem, New York City, USA og Kairo, Egypten. Hun blev forældreløs efter hendes forældre blev myrdet under den Isralske-arabiske konflikt. Denne hændelse på dette tidspunkt traumatiserede Munroe, hvilket efterlod hende med klaustrofobi, hvilket hun ville kæmpe med resten af hendes liv. Storm er et medlem af X-Men, en gruppe af mutant helte som kæmper for fred og lige rettigheder mellem mennesker og mutanter. Under vejledning fra en mestertyv blev teenage Munroe en dygtig lommetyv, igennem disse egenskaber møder hun tilfældigvis den magtfulde mutant Professor X. Professor X overbeviser ved en senere lejlighed Monroe om at hun skal blive en del af X-Men og bruge hendes evner til en større sag og formål. Med besiddelse af naturlige lederevner og glimrende kræfter selv, har betydet at Storm ved flere lejligheder selv har ledet X-Men og også har været et medlem af både the Avengers og De Fantastiske Fire.
Skabt under Bronzealderen af tegneserier, gør Storm til den første kvindelige hovedkarakter der nedstammer fra Afrika i tegneserieverdenen.
Hun opfattes af mange som værende den vigtigste kvindelige superhelt i Marvel tegneserieuniverset, og har draget favorable sammenligninger med DC Comics' mest kendte kvindelige hovedperson Wonder Woman. Da Marvel og DC Comics udgav en DC vs. Marvel miniserie i 1996, blev Storm smidt i en kamp en-mod-en, hvor modstanderen netop var Wonder Woman, en kamp hvor Storm endte som vinder, grundet en popularitetsafstemning blandt læserne.
Storm er også en del af en af de højst profileret ægteskaber inden for tegneserieverdenen. Da hun gifter sig med hendes barndomskærlighed og superhelte kollega Black Panther, lederen af den fiktive Afrikanske nation Wakanda.
Munroe blev gjort til dronning gemal gennem giftemålet. Denne titel blev dog mistet senere, da de to blev skilt. Storm har også et tæt forhold til den kvindelige ninja Yukio; I starten var formodningen, at denne relation var af romantisk karakter, den blev tilskrevet til undertoner efter, at Marvel Comic's chefredaktør Jim Shooter nedlagde mandat på at ingen forhold imellem personer af samme køn skulle blive afbilledet i tegneserier, mens han styrede virksomheden.
Storm er en af de mere prominente karakterer i X-men serien, og har optrådt i forskellige former for medier i forbindelse med serien, hvilket inkluderer; animationer, fjernsyn, computerspil, og en række film. Karakteren blev første gang portrætteret som en live-action film med rigtige mennesker af skuespillerinden Halle Barry i X-Men filmen fra år 2000.
Berry portrætterede også Storm i de efterfølgende film i serien; X2, X-men: The Last Stand, og X-Men: Days of Future Past. Den yngre udgave af Storm som blev brugt i filmen X-Men: Apocalypse (2016), blev portrætteret af Alexandra Shipp, som også spillede rollen i de to efterfølgende film; Deadpool 2 (cameo), og X-Men: Dark Phoenix. I 2011, blev Storm udråbt som nummer 42 af alle superhelte på IGN's "Top 100 Comic Books Heroes" listen.
1. ↑  Navnet er anført på engelsk og stammer fra Wikidata hvor navnet endnu ikke findes på dansk.
2. ↑  Navnet er anført på engelsk og stammer fra Wikidata hvor navnet endnu ikke findes på dansk.